# 24.000.000.000.000
24.000.000.000.000 er en dansk dokumentarfilm fra 1950 instrueret af Svend Aage Lorentz efter eget manuskript.

## Handling
Blodets kredsløb hos mennesket sammenlignes med pengenes kredsløb i samfundet. Der fortælles om blodlegemernes antal og blodkarrenes styrke, om hjertets virksomhed og om den røde benmarv i knoglerne, hvor de røde blodlegemer dannes. Filmen slutter med en gennemgang af Bispebjerg Hospitals nye blodbank, idet den opfordrer folk til at melde sig som bloddonorer.